# Кловський монастир
Кловський (Стефанич) монастир — православний монастир давнього Києва, в урочищі Клов (від якого та однойменного струмка отримав свою назву).
Знаходився на території сучасного Кловського ліцею № 77 по вул. Шовковичній, 25.

## Заснування
Заснований у останній чверті XI століття (точна дата невідома) колишнім ігуменом Печерського монастиря Стефаном внаслідок конфлікту останнього з печерською братією.

## Соборна церква Пресвятої Богородиці Влахернської
1108 року було завершено спорудження «верху» церкви.

### Усипальниця
За деякими даними, тут був похований князь Давид Ігорович

## Ігумени
- Стефан
- Климент (1091)
- Петро (1115)

## Занепад
У 1096 році під час нападу на Київ монастир зруйновано військом половецького хана Боняка. Остаточно знищений під час татаро-монгольської навали у 1240 році і більше не відновлювався. Протягом наступних століть руїни поступово розібрано на будматеріали. На думку деяких дослідників, вагомим аргументом проти відновлення Кловського монастиря була його конкуренція із Печерським у домонгольську епоху.

## Археологічні дослідження
Рештки святині досліджено київською археологічною експедицією у 1974—1975 роках. Вдалося визначити контури плану собору, який багато в чому нагадував план Десятинної церкви, на думку Ю. С. Асєєва, — вона для будівничих Кловського собору правила за зразок. Дослідили також залишки численних приміщень, що оточували собор.

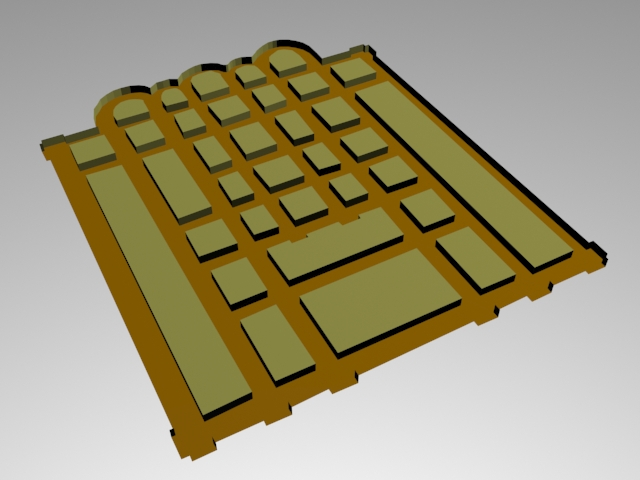
Фундаментні рови собору Кловського монастиря. 3D реконструкція.

Фундаменти монастирської соборної церкви Пресвятої Богородиці Влахернської постановою Кабінету Міністрів України №928 від 3 вересня 2009 року визнані 
пам'яткою археології національного значення (охоронний номер 260056-Н). Охоронну зону встановлено у межах вулиць Пилипа Орлика, Академіка Богомольця, Шовковичної.